# Bang Sue

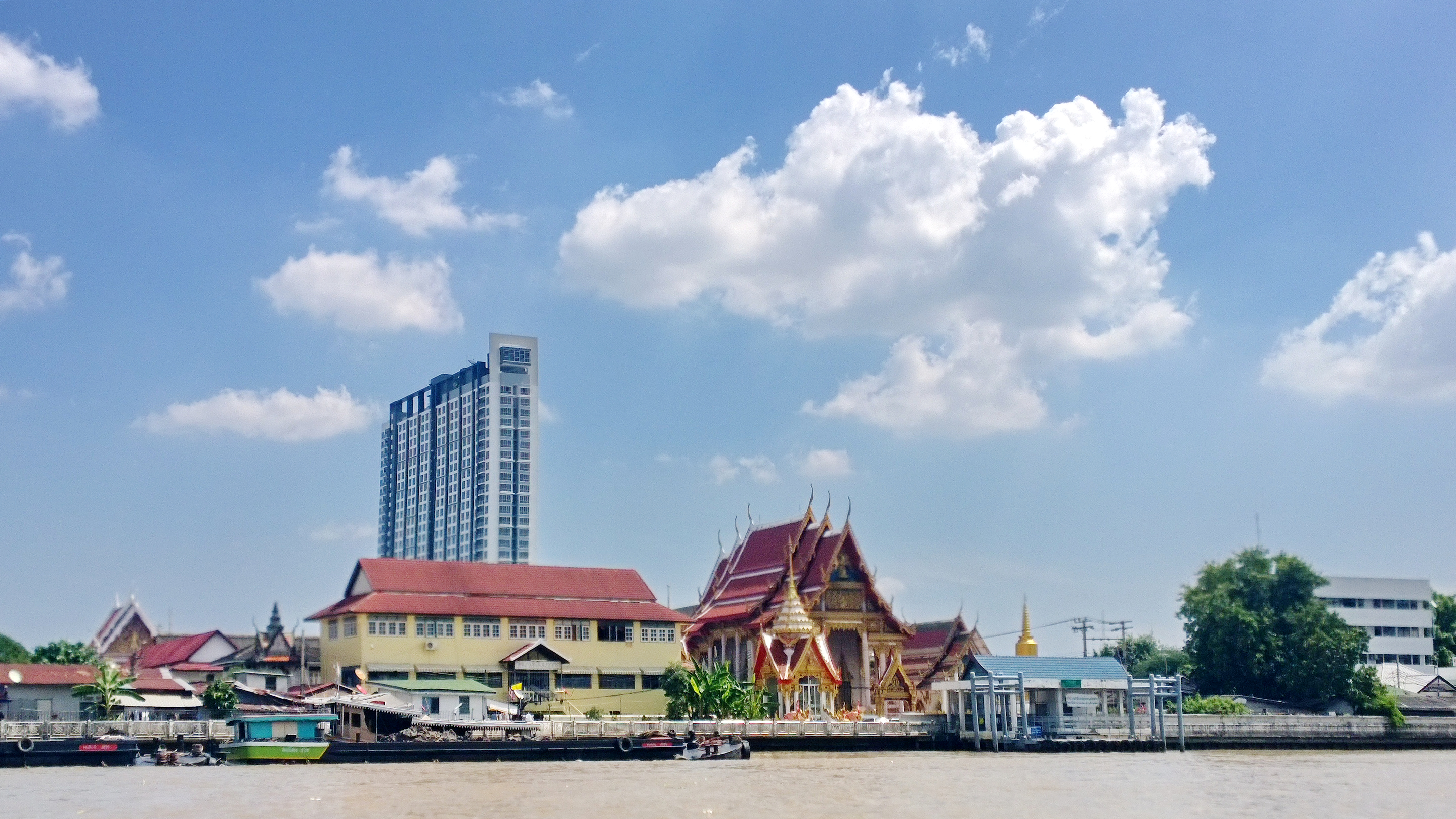
Tempel: Wat Bang Pho, Bang Sue

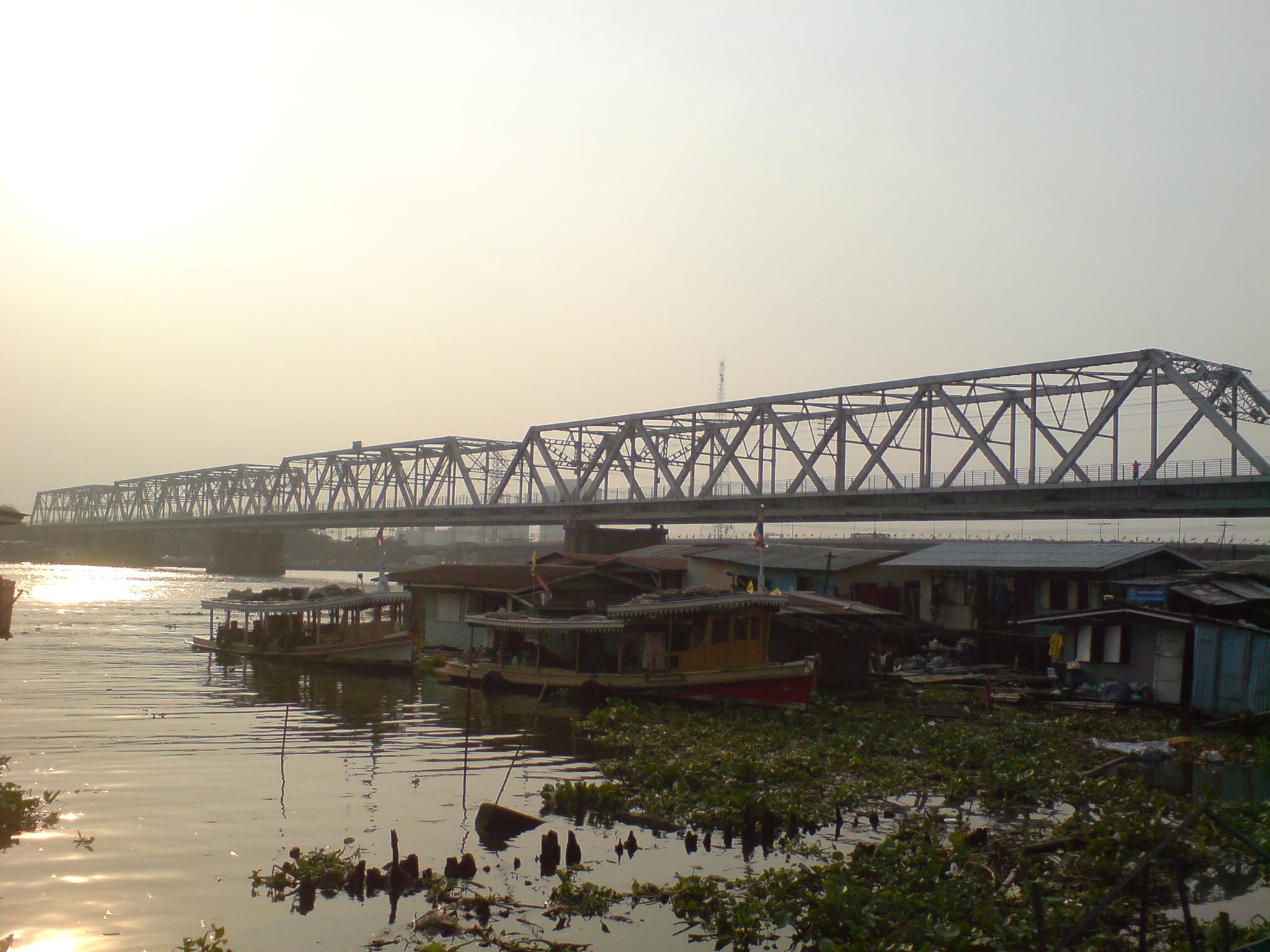
Rama-VI.-Brücke

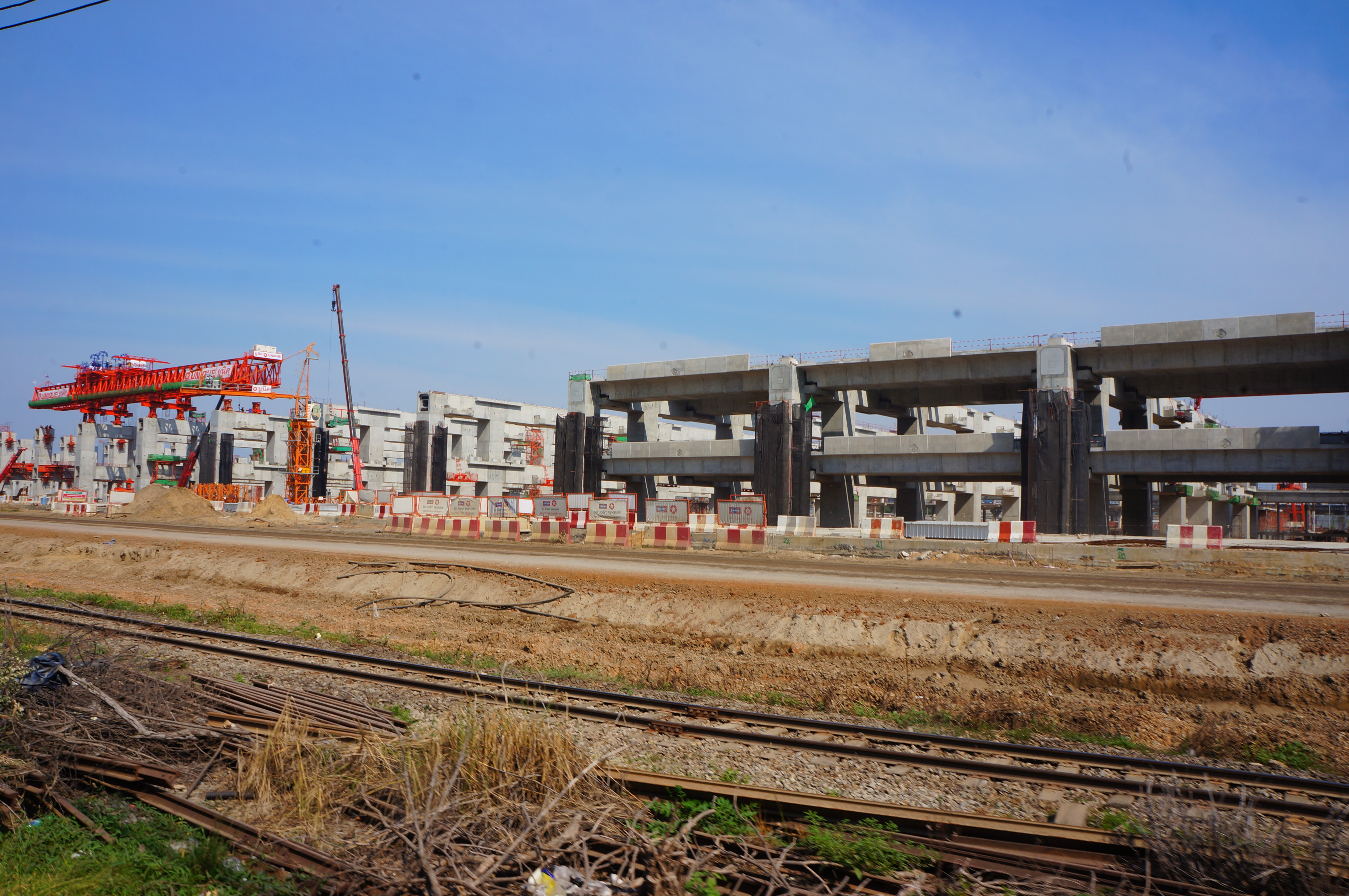
Der im Bau befindliche neue Hauptbahnhof

Bang Sue (thailändisch บางซื่อ, bāːŋ sɯ̂ː) ist einer der 50 Bezirke (Khet) in Bangkok, der Hauptstadt von Thailand. Bang Sue ist ein nördlicher Distrikt und liegt auf halbem Weg zwischen dem Zentrum der Hauptstadt und dem Flughafen Don Mueang.

## Geographie
Bang Sue wird im Norden begrenzt vom Khlong Bang Khen, der ebenfalls die Grenze zur Provinz Nonthaburi bildet, im Osten von der Eisenbahnlinie Bahnhof Bangkok Hua Lamphong – Nordthailand, im Süden vom Khlong Bang Sue und im Westen vom Mae Nam Chao Phraya (Chao-Phraya-Fluss).
Die benachbarten Bezirke sind im Uhrzeigersinn von Osten aus: Chatuchak, Phaya Thai, Dusit, Bang Phlat, in der Provinz Nonthaburi: Bang Kruai und Mueang Nonthaburi.

## Sehenswürdigkeiten
- Rama-VI.-Brücke – die erste Brücke, die den Mae Nam Chao Phraya überquerte wurde am 1. Januar 1923 offiziell eröffnet und nach König Vajiravudh (Rama VI.) benannt. Die Brücke ist 442 Meter lang und 10 Meter breit, sie hatte ursprünglich zwei getrennte Spuren für den Straßen- und den Eisenbahnverkehr. Im Zweiten Weltkrieg wurde die Brücke schwer beschädigt, nach dem Wiederaufbau wurde sie am 12. Dezember 1953 erneut eröffnet. 1992 wurde der Straßenverkehr von der nahe gelegenen Phra Pokklao-Brücke (Rama VII.-Brücke) übernommen, so dass heute nur noch die Eisenbahn die Brücke quert.

## Transport
Der Bahnhof Bang Sue war früher zugleich der einzige Rangierbahnhof Thailands. Hier entsteht der künftige neue Hauptbahnhof Bang Sue Central Station, der im Januar 2021 eröffnet werden sollte. Ferner begegnen sich in diesem Bezirk die blaue und die violette Linie der Bangkok Metro.

## Ausbildung
Im Bezirk Bang Sue befindet sich der Hauptcampus des King Mongkut’s University of Technology North Bangkok.

## Verwaltung
Der Bezirk hat zwei Unterbezirke (Khwaeng):
| Nr. | Name Khwaeng | Thai    | Einw.  |
| --- | ------------ | ------- | ------ |
| 1.  | Bang Sue     | บางซื่อ   | 85.138 |
| 2.  | Wong Sawang  | วงศ์สว่าง | 45.373 |